# Gran Premi de Bahrain del 2006
Resultats del Gran Premi de Bahrain de Fórmula 1 de la temporada 2006, disputat al circuit de Sakhir el 12 de març del 2006.

## Classificació per la graella de sortida
La carrera fou l'estrena del nou sistema de classificació compost per tres tandes. Les dues primeres es disputen amb el mínim combustible necessari, i serveixen per a l'eliminació dels 6 cotxes més lents en cada una d'elles. Després, els 10 cotxes que queden disputen una sessió de 20 minuts amb els tancs ja carregats pel començament de la carrera, quedant els cotxes en parc tancat.
| Pos | País          | Nom                  | Equip /motor          | Part 3   | Part 2   | Part 1      |
| --- | ------------- | -------------------- | --------------------- | -------- | -------- | ----------- |
| 1   | Alemanya      | Michael Schumacher   | Ferrari               | 1:31.431 | 1:32.025 | 1:33.310    |
| 2   | Brasil        | Felipe Massa         | Ferrari               | 1:31.478 | 1:32.014 | 1:33.579    |
| 3   | GB            | Jenson Button        | Honda                 | 1:31.549 | 1:32.025 | 1:32.603    |
| 4   | Espanya       | Fernando Alonso      | Renault               | 1:31.702 | 1:31.215 | 1:32.433    |
| 5   | Colòmbia      | Juan Pablo Montoya   | McLaren - Mercedes    | 1:32.164 | 1:31.487 | 1:33.233    |
| 6   | Brasil        | Rubens Barrichello   | Honda                 | 1:32.579 | 1:32.322 | 1:33.922    |
| 7   | Austràlia     | Mark Webber          | Williams - Cosworth   | 1:33.006 | 1:32.309 | 1:33.454    |
| 8   | Àustria       | Christian Klien      | Red Bull - Ferrari    | 1:33.112 | 1:32.106 | 1:34.308    |
| 9   | Itàlia        | Giancarlo Fisichella | Renault               | 1:33.496 | 1:31.831 | 1:32.934    |
| 10  | Alemanya      | Nick Heidfeld        | BMW Sauber            | 1:33.926 | 1:31.958 | 1:33.374    |
| 11  | Canadà        | Jacques Villeneuve   | BMW Sauber            |          | 1:32.456 | 1:33.882    |
| 12  | Alemanya      | Nico Rosberg         | Williams - Cosworth   |          | 1:32.620 | 1:32.945    |
| 13  | GB            | David Coulthard      | Red Bull - Ferrari    |          | 1:32.850 | 1:33.678    |
| 14  | Itàlia        | Jarno Trulli         | Toyota                |          | 1:33.066 | 1:33.987    |
| 15  | Itàlia        | Vitantonio Liuzzi    | Toro Rosso - Cosworth |          | 1:33.416 | 1:34.439    |
| 16  | Estats Units  | Scott Speed          | Toro Rosso - Cosworth |          | 1:34.606 | 1:33.995    |
| 17  | Alemanya      | Ralf Schumacher      | Toyota                |          |          | 1:34.702    |
| 18  | Països Baixos | Christijan Albers    | Midland - Toyota      |          |          | 1:35.724    |
| 19  | Portugal      | Tiago Monteiro       | Midland - Toyota      |          |          | 1:35.900    |
| 20  | Japó          | Takuma Sato          | Aguri - Honda         |          |          | 1:37.411    |
| 21  | Japó          | Yuji Ide             | Aguri - Honda         |          |          | 1:40.270    |
| 22  | Finlàndia     | Kimi Räikkönen       | McLaren - Mercedes    |          |          | Sense temps |

### Resultats de la cursa
| Pos | No | Pilot                | Equip                 | Voltes | Temps / Retirada | Pos. de sortida | Punts |
| --- | -- | -------------------- | --------------------- | ------ | ---------------- | --------------- | ----- |
| 1   | 1  | Fernando Alonso      | Renault               | 57     | 1h 29’ 46. 205   | 4               | 10    |
| 2   | 5  | Michael Schumacher   | Ferrari               | 57     | + 1,2 s          | 1               | 8     |
| 3   | 3  | Kimi Räikkönen       | McLaren - Mercedes    | 57     | + 19,3 s         | 22              | 6     |
| 4   | 12 | Jenson Button        | Honda                 | 57     | + 19,9 s         | 3               | 5     |
| 5   | 4  | Juan Pablo Montoya   | McLaren - Mercedes    | 57     | + 37,0 s         | 5               | 4     |
| 6   | 9  | Mark Webber          | Williams - Cosworth   | 57     | + 41,9 s         | 7               | 3     |
| 7   | 10 | Nico Rosberg         | Williams - Cosworth   | 57     | + 1’ 03,0 min.   | 12              | 2     |
| 8   | 15 | Christian Klien      | Red Bull - Ferrari    | 57     | + 1’ 06,7 min.   | 8               | 1     |
| 9   | 6  | Felipe Massa         | Ferrari               | 57     | + 1’ 09,9 min.   | 2               |       |
| 10  | 14 | David Coulthard      | Red Bull - Ferrari    | 57     | + 1’ 15,5 min.   | 13              |       |
| 11  | 20 | Vitantonio Liuzzi    | Toro Rosso - Cosworth | 57     | + 1’ 25,9 min.   | 15              |       |
| 12  | 16 | Nick Heidfeld        | Sauber-BMW            | 56     | + 1 volta        | 10              |       |
| 13  | 21 | Scott Speed          | Toro Rosso - Cosworth | 56     | + 1 volta        | 16              |       |
| 14  | 7  | Ralf Schumacher      | Toyota                | 56     | + 1 volta        | 17              |       |
| 15  | 11 | Rubens Barrichello   | Honda                 | 56     | + 1 volta        | 6               |       |
| 16  | 8  | Jarno Trulli         | Toyota                | 56     | + 1 volta        | 14              |       |
| 17  | 18 | Tiago Monteiro       | Midland - Toyota      | 55     | + 2 voltes       | 19              |       |
| 18  | 22 | Takuma Sato          | Super Aguri - Honda   | 53     | + 4 voltes       | 20              |       |
| Ret | 23 | Yuji Ide             | Super Aguri - Honda   | 35     | Part mecànica    | 21              |       |
| Ret | 17 | Jacques Villeneuve   | Sauber - BMW          | 29     | Motor            | 11              |       |
| Ret | 2  | Giancarlo Fisichella | Renault               | 21     | Hidràulics       | 9               |       |
| Ret | 19 | Christijan Albers    | Midland - Toyota      | 0      | Eix transmissió  | 18              |       |

## Altres
- Pole: Michael Schumacher (pel temps de les 3 tandes)

- Volta ràpida: Nico Rosberg: 1' 32.406 (a la volta 42)

- Nico Rosberg, en el seu debut a la categoria amb 20 anys li ha arrabassat a Fernando Alonso l'honor de ser el pilot més jove en aconseguir la volta ràpida a un GP de Fórmula 1.

- La pole obtinguda per Michael Schumacher li permet igualar el rècord de 65 pole positions, que tenia fins llavors Ayrton Senna.